# Michael Bar-Zohar

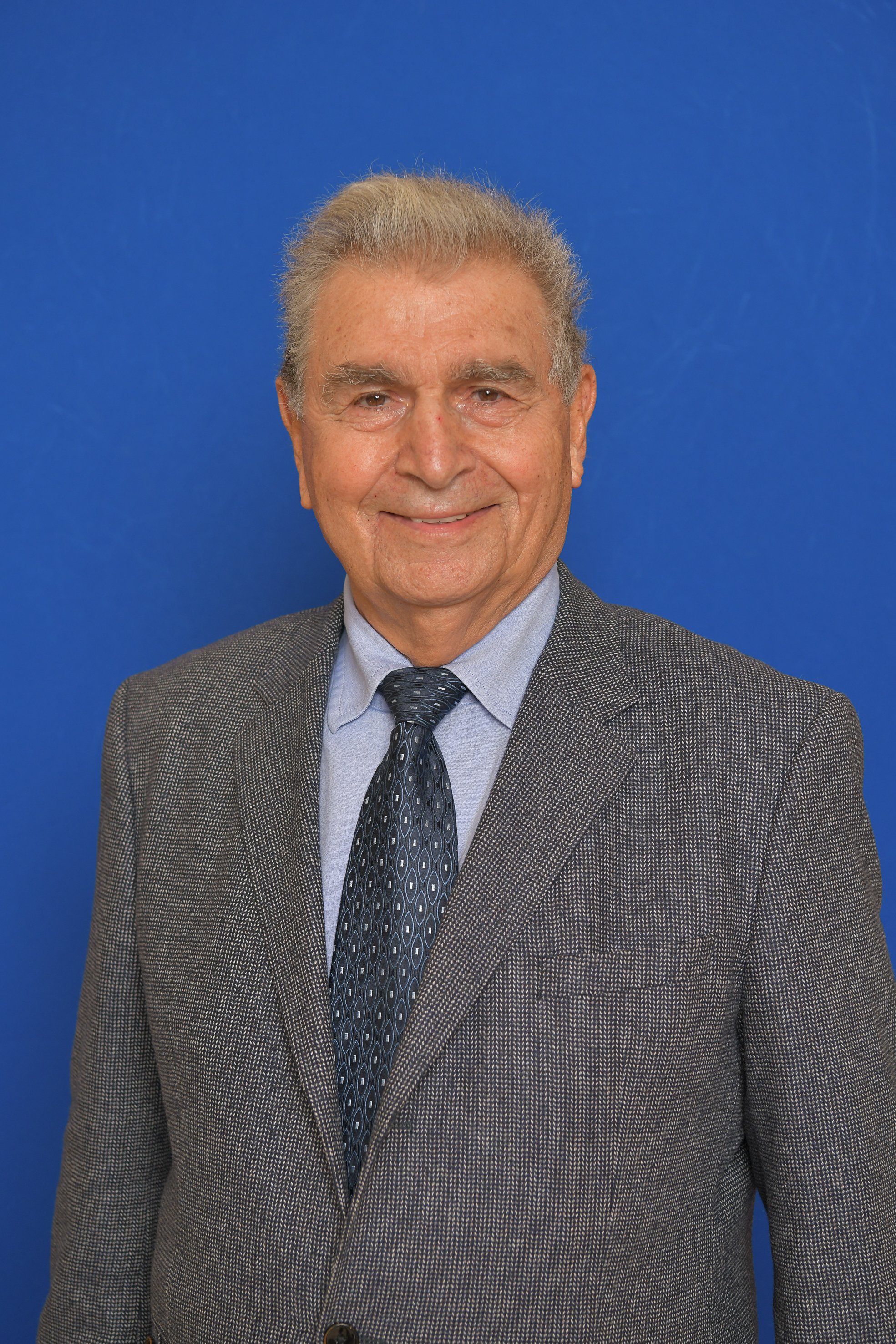
Michael Bar-Zohar

Michael Bar-Zohar (hebräisch מיכאל בר-זהר‎, * 30. Januar 1938 in Sofia, Bulgarien) ist ein israelischer Historiker, Politiker und Schriftsteller bulgarischer Herkunft.

## Herkunft
Im Alter von zehn Jahren kam Bar-Zohar 1948 nach Israel. Seine Familie ließ sich in der Nähe von Jaffa nieder. Er absolvierte seine Schulzeit in Tel Aviv und begann anschließend Wirtschaftswissenschaften an der Universität in Jerusalem zu studieren. Später wechselte an die Universität von Paris, um dort Politikwissenschaften zu studieren; dieses Studium konnte er mit einer Promotion abschließen.
Bereits 1956 trat er in die Armee ein und nahm im gleichen Jahr am Krieg während der Sueskrise teil und elf Jahre später auch am Sechstagekrieg. 1973 war Bar-Zohar Mitglied einer Kommandoeinheit, die im Jom-Kippur-Krieg teilweise hinter der Front kämpfte.
1958 berief man Bar-Zohar zu einem der Herausgeber der Wochenzeitung Davar. Neben seinen journalistischen Arbeiten verfasste Bar-Zohar auch einige Bücher; u. a. auch eine hochgelobte Biographie über den Politiker David Ben-Gurion. Für die Veröffentlichung seiner belletristischen Werke wählte er das Pseudonym Michael Barak.

## Ehrungen
- Ben-Gurion-Award
- Ritter der Ehrenlegion

## Werke (Auswahl)
Sachbücher
- The Avengers (Französische Originalausgabe Les Vengeurs, Paris 1968, englische Ausgabe London, Arthur Barker, 1968).
- David Ben-Gurion. Der Gründer des Staates Israel („Ben-Gurion“). Lübbe-Verlag, Bergisch Gladbach 1992, ISBN 3-404-61222-1.
- Hitler's jewish spy. The most extraordinary true spy story of World War II. Sidgwick & Jackson, London 1985, ISBN 0-283-99293-X (früherer Titel: Arrows of the Almighty).
- Die Jagd auf die deutschen Wissenschaftler (1944–1960). Propyläen Verlag, Berlin 1966.
- Rache für München. Terroristen im Visier des Mossad („Massacre in Munich“). Droste-Verlag, Düsseldorf 2006, ISBN 978-3-7700-1238-1.
- The secret list of Heinrich Röhm. Morrow Press, New York 1976, ISBN 0-688-02991-4.
- Spies in the promised land. Houghton Mifflin, New York 1972, ISBN 0-395-13641-5.
- Wenn David zu Goliath wird. Geschichte und Entwicklung des israelisch-palästinensischen Konflikts („Facing qa cruel minor“). Droemer Knaur, München 1991, ISBN 3-426-04824-8.
- Bitter Scent: The Case of L'Oreal, Nazis, and the Arab Boycott (1996), ISBN 978-0-525-94068-5
- Shimon Peres The Biography (2006), ISBN 978-1-4000-6292-8
- Hitlers jüdischer Spion. ("Hitler's jewish spy"). Plöttner Verlag, Leipzig 2014, ISBN 978-3-95537-138-8.
- Mossad: Missionen des israelischen Geheimdienstes. Quadriga, Köln 2015, ISBN	978-3-86995-051-8.

Belletristik
- Goldspur. Roman („The Phantom Conspiracy“). Lübbe-Verlag, Bergisch Gladbach 1983, ISBN 3-404-10303-3.
- Heldenjagd. Thriller („The unknown“). Lübbe-Verlag, Bergisch Gladbach 1987, ISBN 3-7857-0444-5.
- Operation Enigma. Tatsachenroman („The enigma“). Scherz Verlag, Bern 1979, ISBN 3-502-10035-7.
- Nichts mehr wird sein wie früher. Roman. Bastei Lübbe, Bergisch Gladbach 1982